# Sarothrura boehmi
Sarothrura boehmi là một loài chim, trước đây xếp trong họ Rallidae, nhưng gần đây được xếp trong họ Sarothruridae.